# Michał Szewczyk
Michał Szewczyk (Łódź, 1934. július 29. – 2021. február 8.) lengyel színész.

## Élete
1934. július 29-én született Łódźban. Szülővárosában szerzett színművészeti diplomát. 1958-tól volt a Łódźi Színház tagja (Teatr Powszechny w Łodzi), ahol több mint 125 szerepben lépett fel. 1954-ben kapta első filmes szerepét. Ezt követően még közel száz filmben játszott. Halála előtt néhány hónappal avatták fel csillagát a Łódzi Színház megalapításának 75 éves jubileumakor a łódzi  Csillagok sétányán.
2021. február 8-án hunyt el 86 éves korában. Március elsején helyezték örök nyugalomra szülei sírjában a łódźi Doły temetőben.

## Fontosabb filmjei
- Ziemia (1957)
- Skarb kapitana Martensa (1957)
- Koniec nocy (1957)
- Nincs kegyelem (Zamach) (1959)
- Pan Anatol szuka miliona (1959)
- Sygnały (1959)
- Tysiąc talarów (1960)
- Ma éjjel meghal egy város (Dziś w nocy umrze miasto) (1961)
- A sárga cipő története (Historia żółtej ciżemki) (1961)
- Ablaktalan ház (Dom bez okien) (1962)
- Akik ellopták a Holdat (O dwóch takich, co ukradli księżyc) (1962)
- Lerombolt híd (Zerwany most) (1963)
- Weekendy (1963)
- Jog és ököl (Prawo i pięść) (1964)
- Pięciu (1964)
- Barwy walki (1964)
- Panienka z okienka (1964)
- Niedziela sprawiedliwości (1965)
- Kierunek Berlin (1969)
- Ostatnie dni (1969)
- Anna hercegnő gyűrűje (Pierścień księżnej Anny) (1971)
- Brutus akció (Akcja Brutus) (1971)
- Jeszcze słychać śpiew i rżenie koni... (1971)
- Öljétek meg a fekete bárányt! (Zabijcie czarną owcę) (1972)
- Zwycięstwo (1975)
- Kobieta z prowincji (1985)
- Dłużnicy śmierci (1986)
- Pantarej (1988)
- Popiełuszko – A szabadság bennünk él (Popiełuszko. Wolność jest w nas) (2009)
- Alex felügyelő (Komisarz Alex) (2012–2013, öt epizódban)
- Sąsiady (2014)
- Służby specjalne (2014)